# Philharmoniker
Philharmoniker ist ein deutscher Musikfilm von Paul Verhoeven aus dem Jahr 1944.

## Inhalt
Deutschland vor 1933: Die finanzielle Lage der Berliner Philharmoniker hat sich verschlechtert, und obwohl die Musiker dem Orchester die Treue halten, ist es der gerade erst ins Orchester aufgenommene erste Geiger Alexander Schonath, der den Philharmonikern den Rücken kehrt. Er geht als Geiger zu einer Gruppe, die Unterhaltungsmusik spielt, und gilt von nun an unter den Philharmonikern als Verräter. Vor allem Alexanders Vater als eines der ältesten Mitglieder des Orchesters kann seinem Sohn nicht verzeihen.
In Wirklichkeit handelte Alexander jedoch aus guten Motiven. Ursprünglich war er als Sologeiger mit einer Tanzkapelle umhergezogen, was zu einem ersten Bruch mit dem Vater geführt hatte. Alexanders immer etwas kränklicher Bruder Hans, der ebenfalls Musiker ist, brachte es derweil zum Konzertmeister bei den Philharmonikern. Hans verlobte sich mit der Tochter des Orchestervorstands, Maria. Zu dem Zeitpunkt erschien unerwartet Alexander in Berlin und begann eine Affäre mit Maria. Ihr gelang es in der Folge, Alexander mit seinem Vater auszusöhnen. Zudem konnte sie ihren Vater, den Orchestervorstand, überzeugen, Alexander bei den Philharmonikern einzustellen. Die plötzliche Konkurrenz durch den Bruder sowohl im Privat- als auch im Berufsleben war zu viel für Hans, der während eines Konzerts ohnmächtig zusammenbrach. Als die Ärzte Alexander erklärten, dass jede Aufregung für Hans tödlich sein könnte, verließ Alexander die Philharmoniker, obwohl er nun als Verräter galt.
Im Jahr 1933 verbessert sich die finanzielle Lage der Philharmoniker deutlich. Hans stirbt während einer Auslandstournee und Maria trifft kurze Zeit später zufällig mit Alexander zusammen. Sie begegnet ihm zunächst ablehnend, erfährt jedoch von der Sängerin Heddy die wahren Hintergründe über Alexanders damaliges Verschwinden. Maria liebt Alexander immer noch und versöhnt ihn erneut mit seinem Vater. Der talentierte Geiger wird nun endgültig ein Mitglied der Philharmoniker und er und Maria werden ein Liebespaar.

## Produktion
Die Dreharbeiten für Philharmoniker fanden vom 26. November 1942 bis zum März 1943 unter anderem in der 1944 zerstörten alten Berliner Philharmonie und in Wien statt. Die Filmbauten übernahmen  Otto Erdmann, Arthur Nortmann und Franz F. Fürst.
Der Film wurde auf Wunsch von Goebbels produziert, um einem US-Film (Walt Disney, Musikfilm Fantasia, 1940) über das Philadelphia-Orchester ein Gegenstück zu präsentieren. Wilhelm Furtwängler weigerte sich mitzumachen.
Die Filmprüfstelle stufte Philharmoniker im November 1944 als „Jugendfrei ab 14 Jahre“ ein und verlieh diesem Film das Prädikat Künstlerisch besonders wertvoll.
Die Uraufführung des Films war am 4. Dezember 1944 im Berliner Tauentzien-Palast.
Im Film sind neben den Darstellern die Berliner Philharmoniker selbst zu hören und zu sehen. Unter den Dirigenten Richard Strauss, Hans Knappertsbusch, Eugen Jochum und Karl Böhm, die im Film auftreten, erklingen Werke von Anton Bruckner, Franz Liszt, Richard Strauss und Johannes Brahms. Zu Beginn des Films erklingt Ludwig van Beethovens 5. Sinfonie. Die zeitgenössische Kritik hob im Hinblick auf die Dirigenten hervor, dass die „Meister ihres Fachs, die Namen von Welt, die hier Laienspieler vor der Kamera sind, … die Meister der Maske [übertreffen]!“

## Kritik
Die zeitgenössische Kritik lobte Philharmoniker als „musikalische[n] Ohrenschmaus und mimische Augenweide“. Er schaffe es, „Musik aus ihrer absoluten Selbstherrlichkeit zu lösen und mit den privaten Episoden menschlicher Schicksale zu verknüpfen.“ Gleichzeitig gelänge es ihm, „die Majestät der Musik sichtbar zu machen.“ Andere Kritiker betonten, dass im Film weniger die Handlung wichtig ist, als vielmehr „das Erlebnis der Musik, die wiederum die Entwicklung eines Orchesters vorwärtstreibt.“ Paul Verhoeven hätte in Philharmoniker „atmosphärische Momente“ und „Konzerte von eindringlicher Wirkung“ eingefangen. Hervorgehoben wurden auch die Leistungen der Schauspieler, die „unbewußt auf dem Podium die höchste Natürlichkeit der Kunst erzielten“, so wäre „der Geiger des deutschen Films“ Will Quadflieg hier „der Virtuose seines Lebens und seiner Kunst schlechthin“ und Irene von Meyendorff zeige „mehr sprechende Wärme … im Blick und Gefühl, als sie es sonst in ihrem wie zur Medaille geprägten Gesicht geben kann und darf.“
Das Lexikon des Internationalen Films bewertete Philharmoniker 1990 als „Musikfilm mit guter Kameraarbeit und ausgezeichneten schauspielerischen Leistungen.“ Er biete „vollendetes Musizieren der Berliner Philharmoniker unter der Stabsführung von Richard Strauß, Eugen Jochum und Hans Knappertsbusch.“